# Championnat de Hong Kong de football 1999-2000
Navigation
Saison précédente Saison suivante
La saison 1999-2000 du Championnat de Hong Kong de football est la cinquante-cinquième édition de la première division à Hong Kong, la First Division League. Elle regroupe, sous forme d'une poule unique, les huit meilleures équipes du pays qui se rencontrent deux fois, à domicile et à l'extérieur. Le vainqueur de cette première phase obtient sa qualification pour la finale nationale. Une deuxième phase voit les quatre premiers s'affronter à nouveau pour déterminer le deuxième club qualifié pour la finale tandis que les quatre derniers se rencontrent pour éviter la relégation.
C'est le club de South China AA qui remporte le championnat cette saison après avoir terminé en tête de la deuxième phase puis battu le tenant du titre, Happy Valley AA lors de la finale nationale. C'est le vingt-septième titre de champion de Hong Kong de l'histoire du club.

## Clubs participants
- South China AA
- Sai Kung's Friend FC
- Happy Valley AA
- Kitchee SC - Promu de D2
- Yee Hope FC
- Instant-Dict FC
- Sun Hei
- Uhlsport Rangers

## Compétition
Le barème de points servant à établir les classements se décompose ainsi :
- Victoire : 3 points
- Match nul : 1 point
- Défaite : 0 point

### Première phase

#### Classement
| Rang | Équipe               | Pts | J  | G  | N | P  | Bp | Bc | Diff |
| ---- | -------------------- | --- | -- | -- | - | -- | -- | -- | ---- |
| 1    | Happy Valley AAT     | 35  | 14 | 11 | 2 | 1  | 24 | 8  | +16  |
| 2    | South China AA       | 29  | 14 | 9  | 2 | 3  | 35 | 13 | +22  |
| 3    | Yee Hope FC          | 23  | 14 | 7  | 2 | 5  | 28 | 24 | +4   |
| 4    | Sun Hei              | 22  | 14 | 7  | 1 | 6  | 26 | 24 | +2   |
| 5    | Sai Kung's Friend FC | 19  | 14 | 6  | 1 | 7  | 28 | 28 | 0    |
| 6    | Instant-Dict FC      | 17  | 14 | 5  | 2 | 7  | 13 | 21 | -8   |
| 7    | Kitchee SCP          | 17  | 14 | 5  | 2 | 7  | 13 | 21 | -8   |
| 8    | Uhlsport Rangers     | 0   | 14 | 0  | 0 | 14 | 8  | 44 | -36  |

|  | Qualifications pour la finale nationale et la poule des champions |
|  | Qualification pour la poule des champions                         |
|  | Participation à la poule de relégation                            |
|  | T : Tenant du titre P : Promu de deuxième division                |

#### Matchs
| Résultats (▼dom., ►ext.)                                   | Hap | Ins | Kit | Ran | Sai | Sin | Sou | Sun |
| Happy Valley AA                                            |     | 2-0 | 1-0 | 1-1 | 1-0 | 3-1 | 2-0 | 1-0 |
| Instant-Dict FC                                            | 1-2 |     | 1-1 | 1-1 | 2-1 | 2-0 | 0-1 | 2-3 |
| Kitchee SC                                                 | 0-1 | 1-2 |     | 0-2 | 2-1 | 2-0 | 2-1 | 0-0 |
| Uhlsport Rangers                                           | 0-2 | 5-4 | 1-2 |     | 2-0 | 4-3 | 0-3 | 3-2 |
| Yee Hope FC                                                | 0-2 | 0-1 | 0-2 | 1-6 |     | 2-4 | 1-3 | 1-5 |
| Sai Kung's Friend FC                                       | 3-2 | 2-1 | 3-0 | 3-1 | 3-0 |     | 3-3 | 2-4 |
| South China AA                                             | 1-1 | 1-0 | 4-0 | 1-2 | 7-0 | 3-1 |     | 4-1 |
| Sun Hei                                                    | 1-3 | 0-3 | 4-1 | 1-0 | 4-1 | 1-0 | 0-3 |     |
| - Victoire à domicile - Match nul - Victoire à l'extérieur |     |     |     |     |     |     |     |     |

### Deuxième phase
Les équipes démarrent la deuxième phase avec la moitié du total de points et de buts acquis lors de la première phase.

#### Poule des champions
| Rang | Équipe              | Pts  | J | G | N | P | Bp | Bc | Diff |  | Résultats (▼ dom., ► ext.) | Sou | Sun | Hap | Yee |
| ---- | ------------------- | ---- | - | - | - | - | -- | -- | ---- |  | -------------------------- | --- | --- | --- | --- |
| 1    | South China AA      | 27.5 | 6 | 4 | 1 | 1 | 33 | 12 | +21  |  | South China AA             |     | 0-1 | 4-1 | 1-0 |
| 2    | Sun Hei             | 24   | 6 | 4 | 1 | 1 | 22 | 20 | +2   |  | Sun Hei                    | 0-6 |     | 3-0 | 1-0 |
| 3    | Happy Valley AAT -3 | 17.5 | 6 | 0 | 3 | 3 | 19 | 19 | 0    |  | Happy Valley AAT -3        | 2-2 | 0-2 |     | 2-2 |
| 4    | Yee Hope FC         | 14.5 | 6 | 0 | 3 | 3 | 21 | 18 | +3   |  | Yee Hope FC                | 1-2 | 2-2 | 2-2 |     |

|  | Qualifications pour la finale nationale |
|  | T : Tenant du titre                     |

#### Poule de relégation
| Rang | Équipe                | Pts  | J | G | N | P | Bp | Bc | Diff |  | Résultats (▼ dom., ► ext.) | Ins | Kit | Sai | Ran |
| ---- | --------------------- | ---- | - | - | - | - | -- | -- | ---- |  | -------------------------- | --- | --- | --- | --- |
| 1    | Instant-Dict FC       | 26.5 | 6 | 6 | 0 | 0 | 29 | 13 | +16  |  | Instant-Dict FC            |     | 3-1 | 1-0 | 8-1 |
| 2    | Kitchee SCP           | 20.5 | 6 | 3 | 0 | 3 | 21 | 22 | -1   |  | Kitchee SCP                | 4-0 |     | 5-0 | 4-2 |
| 3    | Sai Krung's Friend FC | 18.5 | 6 | 2 | 0 | 4 | 19 | 24 | -5   |  | Sai Krung's Friend FC      | 0-1 | 2-1 |     | 3-1 |
| 4    | Uhlsport Rangers      | 3    | 6 | 1 | 0 | 5 | 10 | 42 | -32  |  | Uhlsport Rangers           | 1-2 | 0-3 | 1-0 |     |

|  | Retrait du championnat en fin de saison |
|  | P : Promu de deuxième division          |

- Sai Krung's Friend FC se retire du championnat à l'issue de la saison, ce qui évite la relégation aux Rangers.

### Finale nationale
| 20 mai 2000 | South China AA  | 2 - 2 | Happy Valley AA | Hong Kong Stadium, Hong Kong |  |
|             |                 |       |                 |                              |  |
|             | Tirs au but 4-3 |       |                 |                              |  |

## Bilan de la saison
| Championnat de Hong Kong de football 1999-2000 |                                |
| Champion                                       | South China AA (27e titre)     |
| Coupes et trophées                             |                                |
| Vainqueur de la Coupe de Hong Kong 1999-2000   | Happy Valley AA                |
| Qualifications continentales                   |                                |
| Coupe d'Asie des clubs champions 2000-2001     | South China AA                 |
| Coupe des Coupes 2000-2001                     | Happy Valley AA                |
| Promotions et relégations                      |                                |
| Promus en First Division League                | Po Chai Pills FC               |
| Relégués en Second Division League             | Sai Krung's Fiend FC (retrait) |